# Víctor Laplace
Pour les articles homonymes, voir Laplace.
Víctor Laplace (Tandil, province de Buenos Aires, 1943) est un acteur, metteur en scène de cinéma et scénariste argentin. Il fit carrière tant au cinéma qu’au théâtre et à la télévision.

## Biographie
Víctor Laplace naquit et grandit à Tandil, dans le sud-est de la province de Buenos Aires, où il trouva son premier travail, comme ouvrier métallurgiste à la Metalúrgica Tandil, à l’âge de 14 ans. En 1963, au terme de son service militaire, il alla s’installer à Buenos Aires, pour y étudier l’art dramatique. 
Il joua son premier rôle au théâtre sous la direction de Jaime Kogan. En 1967, il fut actif à l’Institut Torcuato Di Tella, illustre centre culturel portègne alors dirigé par Roberto Villanueva.
Víctor Laplace mena ensuite une vaste carrière comme acteur de théâtre, de cinéma et de télévision. Il se signala par ailleurs par son engagement politique et social, faisant du théâtre politique, dans les quartiers ouvriers à travers toute l’Argentine.
Au théâtre, il eut un rôle dans Los de la mesa diez, Upalala, La mar estaba serena, Timón de Atenas, Un día en la muerte de Joe Egg (prix Talia pour le meilleur acteur), Víctor o los niños en el poder, El discípulo del diablo, Matar el tiempo, Julio César, El Zoo de Cristal, La Opera de dos centavos (l’Opéra de quat’ sous), Cantando sobre la mesa, Popeye y Olivia, La Pasión de Don Juan, Borges y Perón, historia de dos muertes, La vida es un sueño, Cuarteto, Made in Lanús.

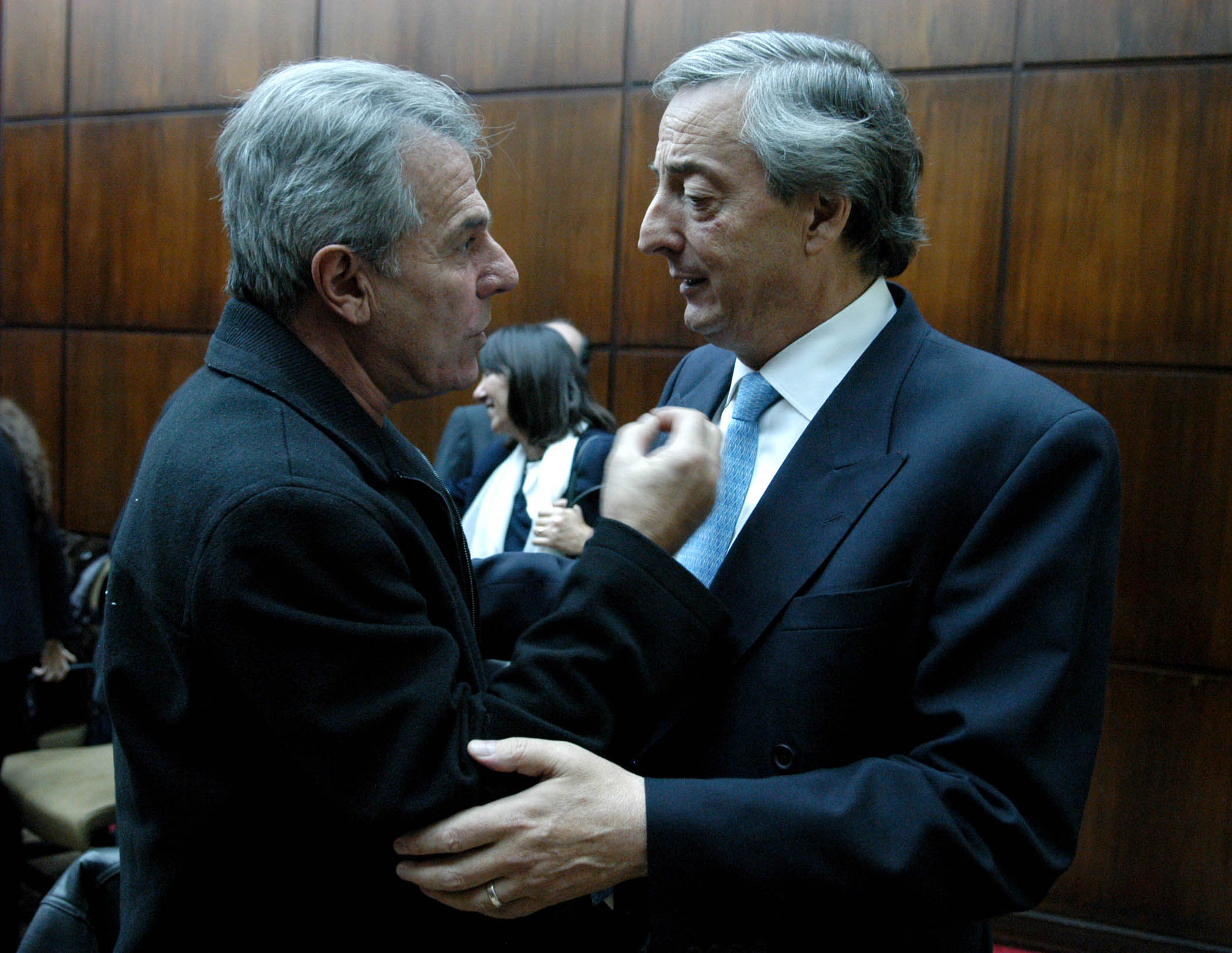
Víctor Laplace en face à face avec l’ancien président argentin Néstor Kirchner.

À la télévision, il participa comme acteur dans nombre de séries et comédies télévisuelles argentines, avant de faire son entrée dans la réalisation télévisuelle avec le cycle Afectos Especiales, sur l’écran de la chaîne publique Canal 7. En 2007, il tourna pour le compte de la chaîne culturelle Encuentro, en collaboration avec Fernando Spiner, un docudrame de 67 minutes consacré à l’évêque Enrique Angelelli et intitulé Angelelli, la palabra viva (A., la parole vivante), sur un scénario de Juan Pablo Young, et diffusé par la chaîne culturelle Encuentro.
On le retrouve également dans la distribution de plusieurs comédies musicales telles que Soldados y Soldaditos, Les Luthiers cuentan la ópera, Viet Rock, La ópera del malandra, Están tocando nuestra canción, Así como nos ven (avec Nélida Lobato), Viva la Pepa, Yo y mi chica, et My fair Lady (avec Paola Krum et Pepe Soriano).
Il lui fut donné d’autre part de participer, comme acteur de cinéma, à une soixantaine de films, et comme metteur en scène, à quatre. Il commença sa carrière de réalisateur de cinéma et de scénariste en 1999 avec El Mar de Lucas, qui fut couronné à Mar del Plata et à Carthagène des Indes. Sa deuxième œuvre cinématographique, La mina, obtint le prix du Meilleur Film du Jury jeune au Festival des cinémas et cultures d'Amérique latine de Biarritz.

## Filmographie

### Comme acteur
- 1971 : Argentino hasta la muerte
- 1971 : Pájaro loco
- 1972 : Disputas en la cama
- 1972 : La Sartén por el mango : Carlos
- 1972 : Tan desnudita... no
- 1973 : La Mala vida : Julio
- 1973 : Operación masacre : Carlos Lizaso
- 1973 : Vení conmigo
- 1975 : La Guerra del cerdo : Isidorito Vidal
- 1975 : Los gauchos judíos
- 1975 : Una mujer
- 1977 : Acto de posesión : Tulio
- 1982 : Los exclusivos del Nueve
- 1983 : Compromiso
- 1983 : El poder de la censura
- 1983 : Espérame mucho : Claudio Elizalde
- 1983 : Se acabó el Curro
- 1983 : Une sale petite guerre : Reinaldo
- 1984 : Gracias por el fuego : Ramón Budiño
- 1985 : Adiós, Roberto
- 1985 : El caso Matías
- 1985 : Flores robadas en los jardines de Quilmes : Rodolfo
- 1985 : Los días de junio
- 1985 : Sin querer, queriendo
- 1985 : The Sternness of Fate
- 1986 : Chechechela, una chica de barrio
- 1986 : Les Longs Manteaux
- 1986 : Los amores de Laurita
- 1986 : Pauvre Papillon (Pobre mariposa) : Jose
- 1986 : Te amo
- 1987 : Chorros
- 1987 : Los dueños del silencio : Cyria Raymundo
- 1987 : Sentimientos : Mirta de Liniers a Estambul : Mr. Cáceres
- 1987 : Under the Earth
- 1988 : Cartas del parque
- 1988 : Extrañas salvajes : Dr. Ulises Pérez
- 1988 : Mamá querida : Mario
- 1988 : La amiga de Jeanine Meerapfel : Diego
- 1989 : Después del último tren
- 1989 : Nunca estuve en Viena : Francisco
- 1990 : Flop : Flop
- 1992 : Alta comedia
- 1992 : ¿Dónde estás amor de mi vida que no te puedo encontrar ?
- 1993 : El camino de los sueños : Ignacio Silva
- 1993 : La Garganta del diablo
- 1994 : Convivencia : Tulio
- 1994 : Muerte dudosa
- 1996 : Eva Peron : The True Story : Juan Perón
- 1996 : Historias de amor, de locura y de muerte
- 1996 : Lola Mora : Gabriele D'Annunzio
- 1997 : Cops
- 1998 : Doña Bárbara : Lorenzo Barquero
- 1998 : Gasoleros
- 1998 : Secretos compartidos : Vincente Duarte
- 1999 : El mar de Lucas : Juan Denevi
- 1999 : Peligro nuclear
- 1999 : Pozo de zorro
- 2000 : Cerca de la frontera : Mario
- 2000 : Nuclear Holocaust : Presidente
- 2000 : Sin reserva : El Docteur
- 2001 : El amor y el espanto : Carlos Daneri
- 2001 : Un amor en Moisés Ville : David
- 2002 : Heroes of Sorrow : Presidente de la Nacion
- 2003 : Mate cosido, el bandolero fantasma
- 2004 : La Mina : Don Sebastián
- 2005 : Autoestima
- 2005 : El fuego y el soñador : Esposo de Nora
- 2008 : Detrás del sol - Más cielo
- 2008 : Mentiras piadosas : Papá
- 2009 : Cartas a Malvinas : Tito
- 2010 : Noche de silencio insomne
- 2012 : La Guerra del Cerdo
- 2012 : Puerta de Hierro, el exilio de Perón : Juan Domingo Perón
- 2014 : El otro : no todo es lo que ves : Sergio

### Réalisateur
- 1999 : El mar de Lucas
- 2004 : La Mina
- 2006 : Angelelli, la palabra viva
- 2010 : 25 miradas, 200 minutos
- 2010 : Ser útil hoy
- 2012 : Puerta de Hierro, el exilio de Perón
- 2015 : Fábricas